# Transdev GmbH
Transdev GmbH (tot 15 maart 2015 Veolia Verkehr GmbH, daarvoor tot 2006 Connex Verkehr GmbH) is de grootste private spoorweg- en busonderneming in Duitsland, met het hoofdkantoor in Berlijn. Transdev is de Duitse dochteronderneming van de Franse Transdev group, die tot maart 2013 onder de naam Veolia Transdev opereerde.

## Geschiedenis

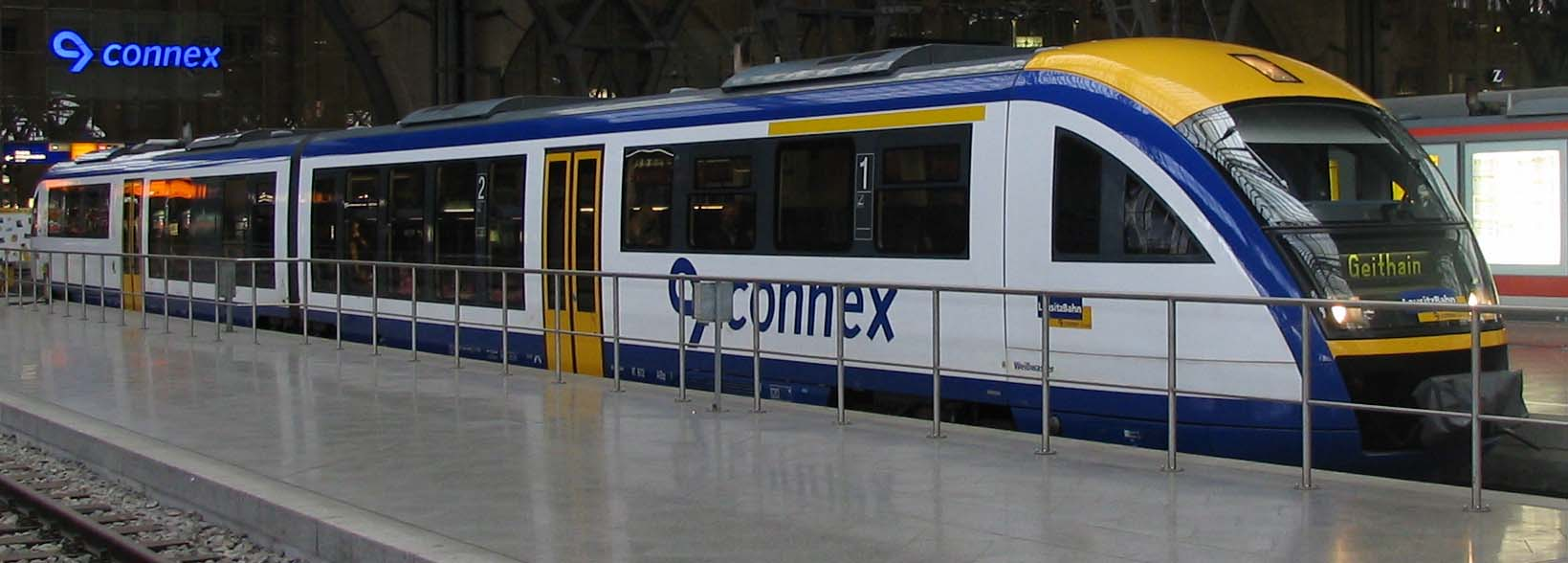
Connex-trein in Leipzig Hbf (2005)

Logo van het voormalige Veolia Verkehr

Sinds de overname van een meerderheidsbelang in de private spoorwegonderneming Deutsche Eisenbahn-Gesellschaft (DEG) in 1997 is het Veolia concern actief in de Duitse transport- en verkeerssector. Na de volledige overname van DEG in 2000 werd de onderneming Connex opgericht. In de daarop volgende jaren bood Connex regionaal-, stads- en goederenverkeer in Duitsland aan. Op 1 januari 2004 werd de onderneming gereorganiseerd. In plaats van de organisaties Connex Regiobahn en Connex Stadtverkehr kwamen er regionale gebieden (Nord-West, Süd-West, Süd en Ost (en oorspronkelijk ook Nord)).
De industrietak van Connex werd gebundeld in Veolia Cargo Deutschland en werd in 2009 aan de SNCF verkocht en ging verder onder de naam Captrain Deutschland.
Met de in maart 2011 voltrokken fusie van Veolia Transport en de voormalige Transdev naar Veolia Transdev werden de Duitse activiteiten van Transdev ondergebracht onder Veolia Verkehr. In maart 2015 werd Veolia Verkehr GmbH hernoemd naar Transdev GmbH.

## Kengetallen en activiteiten
Onder het dak van Transdev worden diverse trein- en busondernemingen in het reizigersvervoer geëxploiteerd. Met de rond 5000 werknemers in 45 dochterbedrijven en een omzet van rond de €850 miljoen in 2014 is Transdev GmbH de grootste private spoorwegonderneming in Duitsland. Het is actief in het stads- en streekvervoer met 1297 bussen en 15 trams (VGG Görlitz) evenals spoorwegonderneming met stop- en sneltreinen. Transdev rijdt met 342 treinstellen, 111 spoorwegrijtuigen en 40 locomotieven in totaal 43 miljoen treinkilometers per jaar.
Vanaf 2002 was de onderneming met InterConnex ook actief in het langeafstandstreinverkeer, deze dienst werd in 2014 gestopt. Transdev zorgde van maart 2012 tot december 2015 voor de exploitatie van de Hamburg-Köln-Express (HKX), maar was geen eigenaar van deze verbinding.
In kader van het charterverkeer rijdt Transdev sinds maart 2008 voor de BwFuhrpark-Service GmbH, een dochteronderneming van de Bundeswehr. Op aanwijzingen van de Bundeswehr rijdt Transdev met korte chartercontracten door heel Duitsland.

### Spoorwegondernemingen

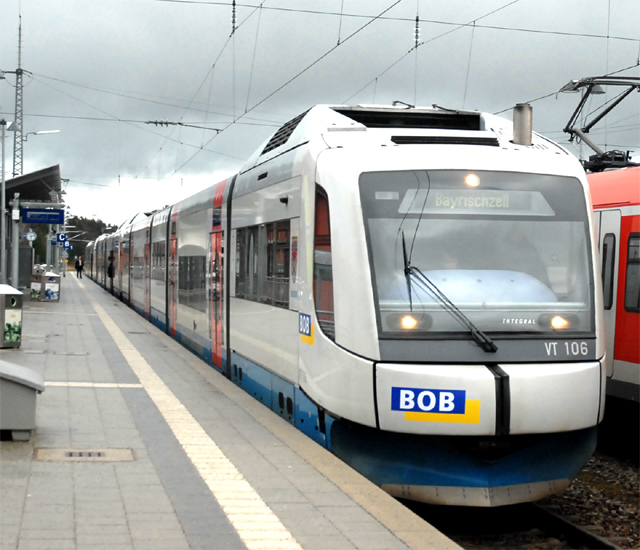
Integral-treinstel van BOB in Holzkirchen (2007)

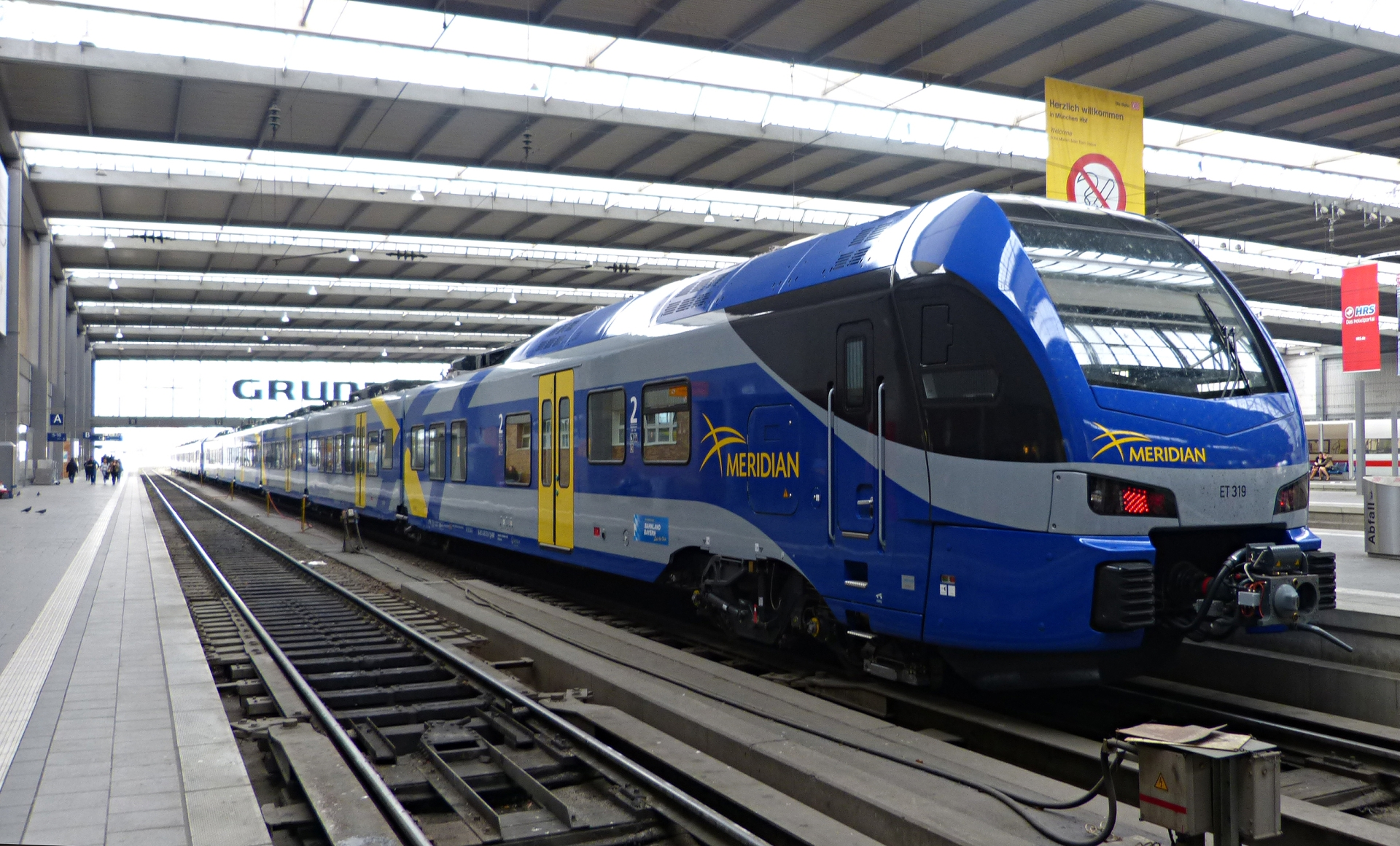
FLIRT 3 van Meridan in München Hbf (2014)

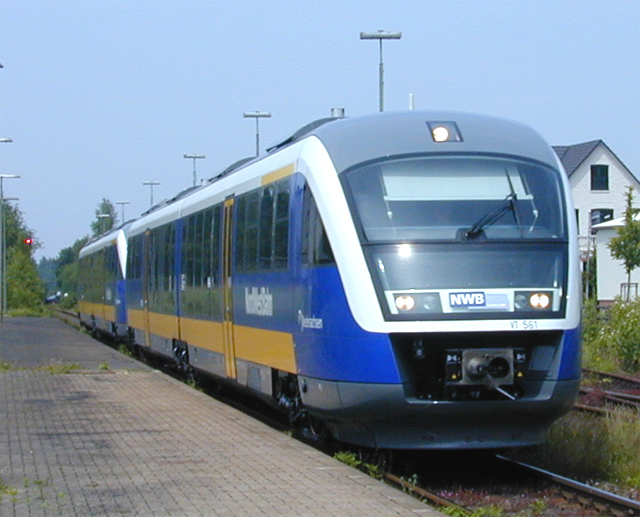
Siemens Desiro Classic van de NordWestBahn in Rastede (2001)

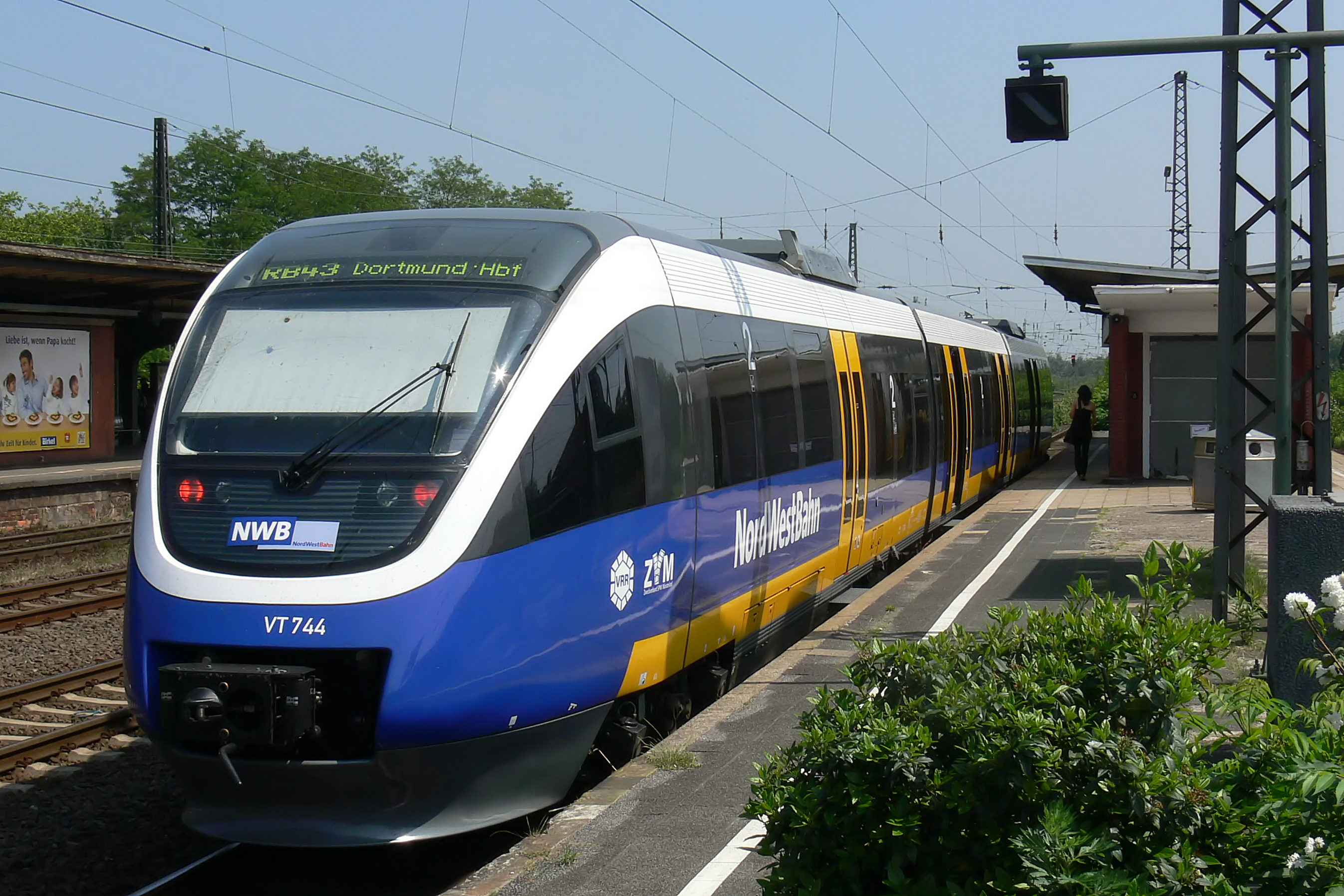
Talent van de NordWestBahn in Herne (2007)

De volgende spoorwegondernemingen zijn dochtermaatschappijen van Transdev:
- Bayerische Oberlandbahn (BOB), Holzkirchen
  - Meridian, een merknaam van BOB
- Bayerische Regiobahn (BRB), Holzkirchen
- NordWestBahn (NWB), Osnabrück; vanaf eind 2017 100% dochteronderneming van Transdev
  - Regio-S-Bahn Bremen/Niedersachsen (RS)
- Transdev Mitteldeutschland, Chemnitz
  - Rijdend onder de naam Mitteldeutsche Regiobahn (MRB) in opdracht van BOB
- Transdev Regio Ost, Leipzig
  - Rijdend onder de naam Mitteldeutsche Regiobahn (MRB)
- Transdev Rheinland, Aken
  - Rheinisch-Bergische Eisenbahn-Gesellschaft (RBE), merknaam van Transdev Rheinland
- Transdev Sachsen-Anhalt, Halberstadt
  - HarzElbeExpress (HEX)
  - Harz-Berlin-Express (HBX)
- trans regio Deutsche Regionalbahn, Koblenz
- Württembergische Eisenbahn-Gesellschaft (WEG), Waiblingen

### Busondernemingen
De volgende busondernemingen zijn dochtermaatschappijen van Transdev:
- Ahrweiler Verkehrsgesellschaft, Brohl-Lützing
- Bustouristik Tonne, Feldberger Seenlandschaft (Mecklenburg)
- Griensteidl, Gröbelzell
- Habus Verkehrsbetriebe, Hagen; 51% Transdev GmbH, 49% Hagener Straßenbahn AG
- Heidenheimer Verkehrsgesellschaft, Heidenheim; 74,8% Transdev GmbH, 25,2% Landkreis Heidenheim
- Mittelrheinischer Verkehrsbetrieb, Neuwied
- Nassauische Verkehrs-Gesellschaft, Bogel
- Niederschlesische Verkehrsgesellschaft, Weißwasser; 85% Transdev GmbH, 15% Landkreis Görlitz
- Nord-Ostsee-Bahn (NOB), Kiel; alleen moedermaatschappij voor:
  - Norddeutsche Verkehrsbetriebe (NVB), Niebüll
  - Rohde Verkehrsbetrieb (Rohde), Husum
- Omnibus-Verkehr Ruoff (OVR), Waiblingen
- PalatinaBus, Edenkoben
- Personenverkehr GmbH Müritz, Waren (Müritz)
- Rhein-Bus Verkehrsbetrieb GmbH, Düsseldorf, samen met Rheinbahn
- Schaumburger Verkehrs-Gesellschaft (SVG), Stadthagen; 51% Transdev GmbH, 49% RegioBus Hannover GmbH
- Stadtbus Schwäbisch Hall, Schwäbisch Hall
- Taeter Tours, Dresden; 51% Transdev GmbH, 49% Dresdner Verkehrsbetriebe
- Transdev Ostwestfalen (TWE), Rheda-Wiedenbrück
- Transdev Rheinland, Aken;
  - Taeter Aachen, merknaam van Transdev Rheinland
- Transdev Rhein-Main
  - Alpina, merknaam van Transdev Rhein-Main
- Transdev West, Mönchengladbach
- Verkehrsbetrieb Lahn-Dill, Limburg
- Verkehrsbetrieb Rhein Eifel Mosel, Neuwied
- Verkehrsbetrieb Rhein Lahn, Bogel
- Verkehrsbetrieb Rhein-Westerwald, Puderbach
- Verkehrsgesellschaft Görlitz (VVG), Görlitz; 51% Stadtwerke Görlitz, 47% Transdev GmbH
- WerraBus, Hildburghausen
- West-Bus, Mönchengladbach; samen met vier lokale verkeersondernemingen aan de Niederrhein